# Вал (река у ЈАР)
Вал (афр. Vaalrivier, енгл. Vaal River) је река у Јужноафричкој Републици десна притока реке Орање. Дуга је 1120 km, са површином слива 196.438 km². Извире на обронцима Дракенских планина у покрајини Мпумаланга, источно од Јоханезбурга. Тече ка западу и представља границу између Мпумаланге, Гаутенга и Северозападне покрајине. У реку Орање се улива југозападно од града Кимберлија у покрајуни Кепланд. Водом је најбогатија у јулу и августу, али није пловна и углавном служи за наводњавање.